# اونتوریا د بالدئارادوس
هنتریا د بالدئارادس (به اسپانیایی: Hontoria de Valdearados) یک شهرستان در اسپانیا است.